# Complete of 栗林誠一郎&Barbier at the BEING studio
『complete of 栗林誠一郎&Barbier at the BEING studio』(コンプリート・オブ・くりばやしせいいちろう・アンド・バルビエ・アト・ザ・ビーイング・ステューディオ)は、栗林誠一郎のカバー・アルバム。

## 内容
ビーイングによって企画・リリースされた"at the BEING studio"シリーズのコンピレーションアルバム。ただし、他シリーズに入っている未発表曲は収録されていない。殆どがTUBE、DEEN、ZARDなどの提供・セルフカバー曲である。また、「バラードが泣いた夜」、Barbier名義の楽曲はセルフプロデュースであるが、このアルバム自体は、長戸大幸によるプロデュース扱いとなっている。
またRooms RECORDS(現：VERMILLION RECORDS)より再発されていない3rdアルバム『You Never Know』からの楽曲が収録されているが、これはBeingが原盤権を保有している為である。尚、1stアルバム『LA JOLLA』と2ndアルバム『Summer Illusion』からの楽曲が収録されていないのは、初期の2作品の原盤権がBMG JAPANにある為、収録及び音楽配信が現状権利関係によって困難による為である。

## 収録曲
(※)印はBarbier名義の楽曲。
1. Remember Me [2:39] - 原曲:TUBE
原曲：TUBE
作詞：前田亘輝 英訳詞：AMY、作曲・編曲：栗林誠一郎
2. 君がいない [4:02] 
作詞・作曲：栗林誠一郎、編曲：栗林誠一郎・明石昌夫
3. 永遠をあずけてくれ [5:20] 
原曲：DEEN
作詞：川島だりあ、作曲・編曲：栗林誠一郎 ストリングスアレンジ：池田大介
4. 誰かが待っている [3:39]  
原曲：ZARD
作詞：坂井泉水、作曲・編曲：栗林誠一郎
5. Canaria〜カナリヤ〜 [3:45]  
原曲：ZARD
作詞：坂井泉水、英訳詞・作曲・編曲：栗林誠一郎
6. 寂しさは秋の色 [4:27]  
原曲：WANDS
作詞：上杉昇、作曲・編曲：栗林誠一郎
7. もう少し あと少し… [4:39]  (※) 
原曲：ZARD
作詞：坂井泉水、英訳詞:AMY 作曲：栗林誠一郎、編曲：徳永暁人
8. 今すぐ会いに来て [4:29] (※) 
原曲：ZARD
作詞：坂井泉水、英訳詞：AMY、作曲：栗林誠一郎、編曲：徳永暁人
9. クリスマスタイム [4:41] (※)
作詞：坂井泉水、作曲：栗林誠一郎、編曲：梅野貴典・R. Kondor
10. LOVE〜眠れずに君の横顔ずっと見ていた [5:24] (※)
作詞：坂井泉水、作曲:栗林誠一郎、編曲：葉山たけし
11. IT'S A BOY [4:34] 
原曲：ZARD
作詞：坂井泉水、作曲：栗林誠一郎、編曲：栗林誠一郎・明石昌夫
12. バラードが泣いた夜 [4:09] 
原曲：Mi-Ke「Please Please Me, LOVE」(作詞:上杉昇)
作詞：小田佳奈子、作曲・編曲：栗林誠一郎
13. Girls and Boys （English ver.） [Girl 今でも]  [5:35] 
作詞：舛添要一、作曲:栗林誠一郎、編曲：栗林誠一郎・明石昌夫
14. I still remember （※）[6:07]   
原曲：ZARD
作詞：坂井泉水、英訳詞：AMY、作曲：栗林誠一郎、編曲：葉山たけし
15. Good-bye to you [4:39] 
作詞：高樹沙耶、作曲：栗林誠一郎、編曲：栗林誠一郎・明石昌夫
16. DRIVE MY CAR [3:49] 
原曲：ビートルズ
作詞・作曲：JOHN LENNON, PAUL McCARTNEY、編曲：KOUJI "Kitarou" NAKAMURA

01,02 from 3rd Album "You Never Know" 

11,13,15 from 4th Album "Good-bye to you" 

06 from 5th Album "会わなくてもI Love You" 

03,04,05 from 6th Album "遠く離れても" 

12 from 9th Album "Frosted Glass" 

16 from Album "Royal Straight Soul III vol.1" 

07,08,09,10,14 from Album "Barbier first"